# NGC 5047
NGC 5047 é uma galáxia lenticular (S0) localizada na direcção da constelação de Virgo. Possui uma declinação de -16° 31' 06" e uma ascensão recta de 13 horas, 15 minutos e 48,4 segundos.
A galáxia NGC 5047 foi descoberta em 7 de Maio de 1787 por William Herschel.